# Yokosuka MXY5
Yokosuka MXY5 — військовий планер Імперського флоту Японії періоду Другої світової війни.

## Історія створення
У серпні 1941 року Імперський флот Японії замовив фірмі Yokosuka розробку військового планера, керованого 2 пілотами та здатного переводити 11 чоловік або до 1000 кг вантажу.
Планер був готовий у 1942 році та отримав назву MXY5. 
На відміну від інших планерів, в MXY5 використовувався дюралюміній, а крило було оснащене закрилками.
Після випробувань флот замовив 12 планерів. Вони були збудовані в 1943 році, але у бойових діях не використовувались.

## Тактико-технічні характеристики

### Технічні характеристики
- Екіпаж: 2 чоловік
- Довжина: 12,50 м
- Висота: 4,00 м
- Розмах крил: 18,00 м
- Площа крил: 44,00 м²
- Маса пустого: 1 600 кг
- Маса спорядженого:  2 694 кг
- Вантажопідйомність: 11 чоловік або 1000 кг вантажів